# Reikaren
Reikaren är en ö i Finland.   Den ligger i den ekonomiska regionen  Sydösterbotten och landskapet Österbotten, i den sydvästra delen av landet, 300 km nordväst om huvudstaden Helsingfors. Arean är 0,14 kvadratkilometer.
Terrängen på Reikaren är mycket platt.  I omgivningarna runt Reikaren växer i huvudsak blandskog. Reikaren har Morosgrund i nordväst, Rörgrund i nordöst, Rörgrundgrynnorna i öster, Jåpasbådan i sydöst samt Aliklobben i sydväst. Sundet mellan Reikaren och Morosgrund är uppgrundat, men en 250  meter lång muddrad ränna separerar öarna. Det finns ingen förbindelse över rännan och ingen av öarna har vägförbindelse.